# Buffalo Bills 2008
La stagione 2007 dei Buffalo Bills è stata la 39ª della franchigia nella National Football League, la 49ª incluse quelle nell'American Football League. Nella terza stagione sotto la direzione del capo-allenatore Dick Jauron la squadra ebbe un record di 7 vittorie e 9 sconfitte, piazzandosi quarta nella AFC East e mancando i playoff per il nono anno consecutivo.
La squadra vinse tutte le prime quattro partite ma solo tre delle ultime dodici, malgrado stagioni positive del running back al secondo anno Marshawn Lynch (1.036 yard corse, 1.336 yard dalla linea di scrimmage) e del wide receiver Lee Evans (1.017 yard ricevute).

## Roster
| Roster dei Buffalo Bills nel 2008 |
| --- |
| Quarterback - 5 Trent Edwards - 10 Gibran Hamdan - 7 J.P. Losman Running Back - 36 Darian Barnes FB - 22 Fred Jackson - 23 Marshawn Lynch - 44 Xavier Omon Wide Receiver - 83 Lee Evans - 17 Justin Jenkins - 13 Stevie Johnson - 11 Roscoe Parrish PR - 82 Josh Reed Tight End - 87 Derek Fine - 84 Robert Royal - 80 Derek Schouman - 88 Jonathan Stupar Offensive Linemen - 77 Demetress Bell T - 60 Brad Butler G - 73 Kirk Chambers T - 66 Derrick Dockery G - 67 Melvin Fowler C - 71 Jason Peters T - 75 Duke Preston C - 68 Langston Walker T - 65 Jason Whittle G Defensive Linemen - 96 Copeland Bryan DE - 92 Ryan Denney DE - 93 Chris Ellis DE - 91 Spencer Johnson DT - 90 Chris Kelsay DE - 75 Corey Mace DT - 99 Marcus Stroud DT - 95 Kyle Williams DT Linebacker - 57 Jon Corto OLB - 54 Blake Costanzo OLB - 56 Keith Ellison OLB - 51 Paul Posluszny MLB - 59 Kawika Mitchell OLB Defensive Back - 27 Reggie Corner CB - 35 Dustin Fox CB - 33 Jabari Greer CB - 24 Terrence McGee CB - 21 Leodis McKelvin CB - 43 Bryan Scott FS - 30 Ko Simpson FS - 29 John Wendling SS - 20 Donte Whitner FS - 37 George Wilson SS Special Team - 9 Rian Lindell K - 8 Brian Moorman P - 72 Ryan Neill LS Lista delle riserve - 50 Alvin Bowen OLB (IR) - 53 Marcus Buggs OLB (IR) - 55 Angelo Crowell OLB (IR) - 52 John DiGiorgio MLB (IR) - 81 James Hardy WR (IR) - 97 John McCargo DT (IR) - 94 Aaron Schobel DE (IR) - 26 Ashton Youboty CB (IR) Squadra di allenamento - 80 Courtney Anderson TE - 38 Kennard Cox CB - 15 Felton Huggins WR - 41 William James CB |
| Legenda - I rookie sono in corsivo. - Il primo ruolo è il principale mentre gli eventuali successivi indicano i ruoli secondari. - (IR) sta per Injured Reserve ed indica la lista ristretta per un solo giocatore infortunato che può tornare ad allenarsi dopo la settimana 6 e a rientrare in prima squadra dopo che questa ha giocato 8 partite. - (NF-Inj.) / (NF-Ill.) stanno rispettivamente per Non-Football Injured e Non-Football Illness ed indicano le liste dove viene inserito un giocatore che ha un infortunio o una malattia non dipendente dal football americano. - (PUP) sta per Physically Unable to Perform ed indica la lista dove viene inserito un giocatore mentre è in attesa di recuperare la condizione fisica. Nella stagione regolare dopo la sesta partita giocata dalla propria squadra, il giocatore ha tempo tre settimane per riprendere ad allenarsi, più tre settimane aggiuntive dal suo rientro agli allenamenti per rientrare in prima squadra. |

Fonte:

## Calendario
| Stagione regolare |                    |                    |                    |                         |                    |                    |                                |                    |
| Turno             | Data               | Ora (ET)           | TV                 | Avversario              | Risultato          | Record             | Stadio                         | Sintesi            |
| 1                 | 7 settembre        | 1:00 PM            | Fox                | Seattle Seahawks        | V 34–10            | 1–0                | Ralph Wilson Stadium           | Recap              |
| 2                 | 14 settembre       | 1:00 PM            | CBS                | at Jacksonville Jaguars | V 20–16            | 2–0                | Jacksonville Municipal Stadium | Recap              |
| 3                 | 21 settembre       | 1:00 PM            | CBS                | Oakland Raiders         | V 24–23            | 3–0                | Ralph Wilson Stadium           | Recap              |
| 4                 | 28 settembre       | 4:05 PM            | CBS                | at St. Louis Rams       | V 31–14            | 4–0                | Edward Jones Dome              | Recap              |
| 5                 | 5 ottobre          | 4:15 PM            | CBS                | at Arizona Cardinals    | S 17–41            | 4–1                | University of Phoenix Stadium  | Recap              |
| 6                 | Settimana di pausa | Settimana di pausa | Settimana di pausa | Settimana di pausa      | Settimana di pausa | Settimana di pausa | Settimana di pausa             | Settimana di pausa |
| 7                 | Sunday October 19  | 1:00 PM            | CBS                | San Diego Chargers      | V 23–14            | 5–1                | Ralph Wilson Stadium           | Recap              |
| 8                 | 26 ottobre         | 1:00 PM            | CBS                | at Miami Dolphins       | S 16–25            | 5–2                | Dolphin Stadium                | Recap              |
| 9                 | 2 novembre         | 1:00 PM            | CBS                | New York Jets           | S 17–26            | 5–3                | Ralph Wilson Stadium           | Recap              |
| 10                | 9 novembre         | 1:00 PM            | CBS                | at New England Patriots | S 10–20            | 5–4                | Gillette Stadium               | Recap              |
| 11                | 17 novembre        | 8:30 PM            | ESPN               | Cleveland Browns        | S 27–29            | 5–5                | Ralph Wilson Stadium           | Recap              |
| 12                | 23 novembre        | 1:00 PM            | CBS                | at Kansas City Chiefs   | V 54–31            | 6–5                | Arrowhead Stadium              | Recap              |
| 13                | 30 novembre        | 1:00 PM            | Fox                | San Francisco 49ers     | S 3–10             | 6–6                | Ralph Wilson Stadium           | Recap              |
| 14                | 7 dicembre         | 4:05 PM            | CBS                | Miami Dolphins          | S 3–16             | 6–7                | Rogers Centre (Toronto)        | Recap              |
| 15                | 14 dicembre        | 1:00 PM*           | CBS                | at New York Jets        | S 27–31            | 6–8                | Giants Stadium                 | Recap              |
| 16                | 21 dicembre        | 4:05 PM*           | CBS                | at Denver Broncos       | B 30–23            | 7–8                | Invesco Field at Mile High     | Recap              |
| 17                | 28 dicembre        | 1:00 PM*           | CBS                | New England Patriots    | S 0–13             | 7–9                | Ralph Wilson Stadium           | Recap              |

## Classifiche
| AFC East             |    |   |   |      |     |      |     |     |     |
|                      | V  | S | P | %    | DIV | CONF | PF  | PS  | STR |
| (3) Miami Dolphins   | 11 | 5 | 0 | .688 | 4–2 | 8–4  | 345 | 317 | V5  |
| New England Patriots | 11 | 5 | 0 | .688 | 4–2 | 7–5  | 410 | 309 | V4  |
| New York Jets        | 9  | 7 | 0 | .563 | 4–2 | 7–5  | 405 | 356 | S2  |
| Buffalo Bills        | 7  | 9 | 0 | .438 | 0–6 | 5–7  | 336 | 342 | S1  |